# Provincia Settentrionale (Sri Lanka)
La provincia Settentrionale è una provincia dello Sri Lanka situata a Nord del paese. La città più popolata e capoluogo provinciale è Jaffna collocata nel nord della provincia.

## Geografia fisica

### Confini
La provincia Settentrionale è situata nell'estremo Nord dello Sri Lanka e confina con altre tre province singalesi: a sudovest con la provincia Nord-Occidentale, a sud con la provincia Centro-Settentrionale e a sudest con la provincia Orientale. A nordovest la provincia si affaccia sullo stretto di Palk a pochi chilometri dall'India, a sudovest le coste della provincia vengono bagnate dal golfo di Mannar, A nord e ad oriente la provincia sia affaccia sul golfo del Bengala.

### Morfologia
La provincia Settentrionale non ha altezze considerevoli ed è per tutto il territorio pianeggiante. Il territorio è attraversato da molti piccoli fiumi che con l'aiuto del territorio piano fanno sviluppare e crescere la Foresta equatoriale che è frequentissima nella provincia.

### Clima
Il clima provinciale è di tipo Equatoriale a causa della vicinanza dell'Equatore. Questo clima presenta molti effetti tipici come il grande caldo afoso, le precipitazioni frequentissime e un solo tipo di stagione.

## Società

### Evoluzione demografica
Nella provincia ci sono 1.311.776 abitanti per 8.884 km² con una densità di 147.66 ab/km². Le lingue più diffuse sono due: il singalese e il tamil che sono entrambe lingue ufficialmente riconosciute dallo stato. La maggior parte del popolo è di religione buddhista ma esistono altri credi nella provincia come l'Islamismo e l'Induismo. In questa provincia i Tamil sono in maggioranza, e si è creato un movimento indipendentistico.

## Distretti
La provincia comprende quattro distretti: 
- Jaffna
- Mannar
- Mullaitivu
- Vavuniya